# Харіобавд
Харіобавд або Гаріобавд (д/н — після 359) — король алеманів-букінобантів. Ім'я перекладається як «Володар областей».

## Життєпис
Походив зі знатного алеманського роду. Ймовірно був братом королів Вестральпа і Макріана. 357 року брав участь у поході проти Римської імперії, проте алемани зазнали поразки у битві під Аргенторатом від римського цезаря Юліана. У 359 році спільно з іншими алеманськими королями за таємної підтримки імператора Констанція II готувався до нападу на Юліана, якого підозрював у змові проти себе. Проте Юліан раптово перетнув Рейн, змусивши очільників усіх племен алеманів укласти мирний договір.
Надалі між ним та Макріаном вибухнула війна, що завершилася поразкою Харіобавда біля річки Неккер. Втім тривалість війни та рік загибелі алеманського короля достеменно невідомі.